# Zemitrella pseudomarginata
Zemitrella pseudomarginata är en snäckart som först beskrevs av Suter 1908.  Zemitrella pseudomarginata ingår i släktet Zemitrella och familjen Columbellidae. Inga underarter finns listade i Catalogue of Life.